# Бингем, Фрэнсис Ричард
Сэр Фрэнсис Ричард Бингем (англ. Francis Richard Bingham; 5 июля 1863 — 5 ноября 1935) — британский военный и государственный деятель, генерал-майор, лейтенант-губернатор о. Джерси.

## Биография
Сын ирландского пэра Джорджа Бингхэма, 4-го графа Лукана. В июле 1883 года в чине лейтенанта вступил в Королевскую артиллерию британской армии. С 1889 года служил адъютантом в 3-й пехотной бригаде в Олдершоте. С 1892 года — капитан. В 1893 году направлен в египетскую армию. В том же назначен адъютантом главнокомандующего в Мадрасе (Британская Индия).
Затем, в 1899 году — адъютант Норфолкской артиллерии принца Уэльского, получил звание майора в 1900 году.
В 1911 году назначен главным инструктором стрелковой школы.
Участник Первой мировой войны. Был заместителем командующего артиллерией военного министерства Британии, затем членом министерского Совета по боеприпасам.
После войны назначен начальником британской секции и президентом подкомиссии по вооружениям и материалам Военной межведомственной контрольной комиссии в Германии.
В 1924—1929 годах — лейтенант-губернатор о. Джерси.
В отставке был мировым судьей в Бакингемшире.

## Память
- Его имя присвоено горе — Mount Bingham у Сент-Хелиера, города и порта, столицы британского коронного владения Джерси.